# Contee unite di Prescott e Russell
Le Contee unite di Prescott e Russell sono una contea dell'Ontario in Canada. Al 2006 contava una popolazione di 80.184 abitanti.
Ha come capoluogo L'Orignal.

## Geografia antropica

### Suddivisioni amministrative
- Township of Alfred and Plantagenet (part of Prescott sub-region)
  - Alfred
  - Plantagenet
- Municipality of Casselman (part of Russell sub-region)
- Township of Champlain (part of Prescott sub-region)
  - L'Orignal
  - Vankleek Hill
- City of Clarence-Rockland (part of Russell sub-region)
  - Rockland
  - Bourget
- Township of East Hawkesbury (part of Prescott sub-region)
- Town of Hawkesbury (part of Prescott sub-region)
- Township of Russell (part of Russell sub-region)
  - Embrun
  - Russell
- Municipalità of The Nation (part of Prescott and Russell sub-regions)
  - Limoges
  - St. Isidore